# Christine Szabo-Engelmann
Christine Barbara Emilie Szabo-Engelmann, geb. Engelmann (* 23. April 1874 in Wien-Hernals; † 14. März 1959 in Wien-Innere Stadt), war eine österreichische Eiskunstläuferin, die eine Pionierin des Paarlaufs war.

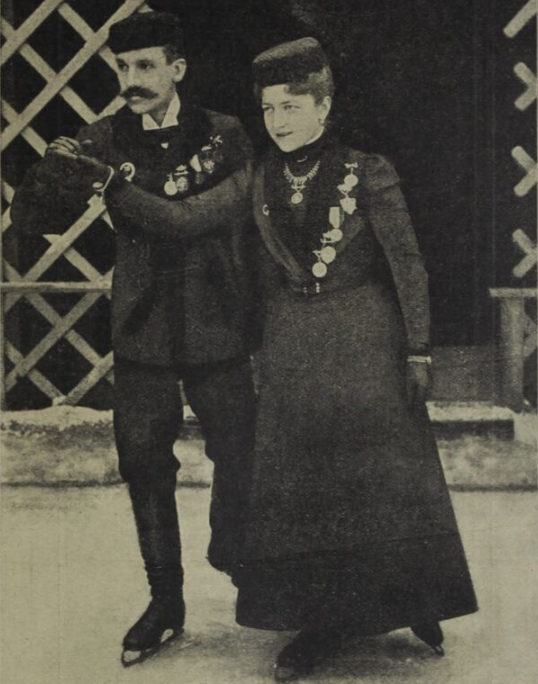
Christine Szabo-Engelmann mit Karl Euler, 1901

Zusammen mit Karl Euler siegte Christine Engelmann im Paarlauf-Bewerb, der im Anschluss an die Eiskunstlauf-Europameisterschaft 1895 am 27. Jänner 1895 in Budapest veranstaltet wurde, ebenso wie beim Paarlauf-Bewerb bei den Nordischen Spielen 1901 (bei diesen Spielen wurde auch Eiskunstlauf-Weltmeisterschaft 1901 ausgetragen) in Stockholm und beim Paarlauf-Bewerb rund um die Eiskunstlauf-Weltmeisterschaft 1903 in St. Petersburg – das offizielle Europa- bzw. Weltmeisterschaftsprogramm bestand damals nur aus Herren-Einzelbewerben. Auch waren sie bei Wettbewerben in Troppau und Wien 1894 und 1895 siegreich und traten 1897 in Paris vor Publikum auf.
Christine Engelmann war die Schwester von Eduard Engelmann junior, dem Europameister von 1892 bis 1894 und Erbauer der ersten Kunsteisbahn der Welt. Sie war mit Alexander von Szabó (1871–1943) verheiratet. Ihre ältere Tochter Christa Deuticke-Szabo war als Eiskunstläuferin und Landschaftsmalerin erfolgreich, ihre jüngere Tochter Herma Szabó wurde Olympiasiegerin und mehrfache Weltmeisterin im Eiskunstlauf.